# Kate Schmidt
Kate « Kathy » Schmidt (née le 29 décembre 1953 à Long Beach) est une athlète américaine, spécialiste du lancer du javelot.

## Carrière
Kate Schmidt se classe troisième des Jeux olympiques d'été de 1972, à Munich, derrière les Est-allemandes Ruth Fuchs et Jacqueline Todten, avec un lancer à 59,94 m, et obtient une nouvelle médaille de bronze quatre ans plus tard aux Jeux olympiques de Montréal (63,96 m) devancée par Ruth Fuchs et Marion Becker.
En septembre 1977, à Fürth, Kate Schmidt établit un nouveau record du monde du javelot avec 69,32 m, améliorant de 20 cm l'ancienne meilleure marque mondiale de Ruth Fuchs réalisé en 1976. 
Kate Schmidt est élue au Temple de la renommée de l'athlétisme américain en 1994.

### Palmarès
| Date | Compétition     | Lieu     | Résultat | Marque  |
| ---- | --------------- | -------- | -------- | ------- |
| 1972 | Jeux olympiques | Munich   | 3e       | 59,94 m |
| 1976 | Jeux olympiques | Montréal | 3e       | 63,96 m |

- Vainqueur à sept reprises des Championnats de l'Amateur Athletic Union de 1969 à 1979

### Records
| Épreuve           | Performance | Lieu  | Date              |
| ----------------- | ----------- | ----- | ----------------- |
| Lancer du javelot | 69,32 m     | Fürth | 11 septembre 1977 |